# 小行星19727
小行星19727（19727 Allen）是一颗绕太阳运转的小行星，为主小行星带小行星。该小行星于1999年12月4日发现。

## 轨道参数
小行星19727的轨道半长轴为2.4355274 UA，离心率为0.186。